# Краеглазка эгерия
Краеглазка эгерия (лат. Pararge aegeria) — дневная бабочка из подсемейства Бархатницы семейства Нимфалиды.
Видовой эпитет связан с итальянской нимфой-вещуньей Эгерией, женой и советницей царя Нумы Помпилия, которая согласно древнеримской мифологии превратилась после смерти мужа в родник, покровительницей рожениц.

## Описание
Длина переднего крыла 19—22 мм. Размах крыльев 38—44 миллиметров. У корня переднего крыла вздуты две жилки. Внешний край переднего крыла слегка вогнут, заднего — слегка волнистый. Переднее крыло сверху коричневое, с часто расположенными обширными светло-жёлтыми пятнами и с глазчатым пятном с белым центром у вершины; заднее крыло с тремя глазчатыми пятнами на светлом поле. У бабочек, обитающих в Северной и Восточной Европе, а также в Великобритании, пятна кремового цвета, у особей, живущих на юго-западе Европы — оранжевые. У подвида Pararge aegeria tircis пятна более светлые, у весеннего поколения более жёлтые, чем у летнего. Низ переднего крыла оливково коричневый с многочисленными желтовато-белыми пятнами и глазчатым пятном у вершины, заднего — оливково-серый, с хорошо заметным оливковым оттенком у края, посреди крыла проходит несколько тонких тёмных перевязей, по краю расположен ряд из 5—6 глазчатых пятен, центрированных светлыми точками. Половой диморфизм во внешности выражен слабо, нижняя поверхность крыльев самки несколько темнее.

## Распространение
Вид широко распространён на территории Европы, Кавказа, Северной Африки, Ближнего Востока, Малой Азии, Средней Азии. Не встречается на востоке.
Типовая местность: Франция, Париж.

## Местообитание
Тенистые лесные дороги, светлые леса, поляны, опушки. Бабочки держатся под пологом влажных лесов, чаще широколиственных, а также в приречных старовозрастных ракитниках.
В Московской области населяет в основном спелые хвойно-широколиственные и еловые леса.
На Кавказе и в Закавказье встречается по низинным, предгорным и горным лесам и редколесьям, на высоте от 0 до 2000 м над уровнем моря. Бабочки держатся затенённых участков, соседствующих с открытыми пространствами (дороги, просеки, поляны и др.)
В Сибири населяет темнохвойные и другие типы влажных лесов, на Южном Урале до высоты 1000 м над уровнем моря.
В северной части Европы преобладает подвид Pararge aegeria tircis. В горах поднимается на высоту до 1750 метров над уровнем моря.

## Поведение
Вид с выраженной территориальностью, тенелюбивый, обитает на территории лесов в высокой сомкнутостью крон. Самцы держатся в окнах диаметром менее 4 м, на солнечных пятнах или на кустах подлеска около 1 м высотой, которые охраняют от других самцов как свои индивидуальные территории. Встречаются на узких просеках, у выхода на большие поляны собираются по 2—3 особи. Часто присаживаются на листья кустарников, стволы и ветви деревьев, на землю, раскрыв крылья горизонтально. Пределы своих участков покидают лишь в случае тревоги. При опасности стремительно поднимаются вверх и садятся на стволы и ветви деревьев на высоте 3—5 м.
Бабочек часто можно найти кормящимися вытекающими из трещин коры древесным соком, но в основном они питаются выделениями тлей.

## Охрана
Краеглазка эгерия была внесена в Красную книгу Москвы в 0-й категории редкости (виды, переставшие стационарно обитать на территории Москвы в период после 1960 года). Лимитирующим фактором является вырубка лесов. Для жизнеспособных популяций необходимы сравнительно крупные участки леса. Бабочка не совершает перелётов на далёкие расстояния по открытым местам, поэтому не может переселиться на другие участки леса.

## Развитие
Развивается в двух — трёх поколениях. Яйца шаровидные, беловатые, с сетчатой скульптурой. Яйца откладывает по одному на кормовые растения.
Гусеница лилово- или бледно-зелёная со светло-жёлтыми линиями и двумя белыми полосками на конце тела, вдоль спины тёмно-зелёная полоска. Голова зелёная. Тело в коротких светлых волосках. Последний сегмент с двумя остриями. Гусеницы первого поколения развиваются в марте — июне, второго — с сентября до весны. Кормовые растения гусениц — злаки, преимущественно мятлик и пырей и осоки. Зимует гусеница или куколка, подвешенная к стеблю кормового растения.
Куколка от жёлто-зелёной до светло-коричневой, брюшко выпуклое, на спине тупое возвышение. Время лёта разнится в зависимости от участка ареала, лёт с апреля по август — сентябрь. По другим данным время лёта первого поколения март — июнь, второго — июль — сентябрь, местами и октябрь.

## Подвиды
- Pararge aegeria aegeria (Linnaeus, 1758) — юг Франции, Испания, Италия, Португалия, Марокко, Алжир, Тунис, Мадейра и острова Средиземного моря (на восток до Сицилии) и в Ливане
- Pararge aegeria insula (Howarth, 1971)
- Pararge aegeria oblita (Harrison, 1949)
- Pararge aegeria tircis Butler, 1868 — Северная и Центральная Европа, Великобритания[5], Ирландия[5], Малая Азия, Сирия, Россия, Центральная Азия

## Галерея
- Гусеница
- Куколка
- Имаго
- Нижняя сторона крыльев